# Kathrin Tillmanns
Kathrin Tillmanns (* 1968 in Rudolstadt) ist eine deutsche Medien- und Kulturwissenschaftlerin, Fotografin und Gestalterin.

## Werdegang
Tillmanns studierte nach einer klassischen Ausbildung im Fotografenhandwerk Visuelle Kommunikation an der Hochschule Düsseldorf mit Schwerpunkt Fotografie und Interdisziplinäre Bildkonzepte an der Fakultät Design. 2008 war sie Gasthörerin an der KHM bei Peter Bexte und studierte im Promotionsstudium an der Heinrich-Heine-Universität Düsseldorf am Institut für Medien- und Kulturwissenschaften. Von 2008 bis 2014 arbeitete sie an der Fakultät Design der Hochschule Düsseldorf am Lehr- und Forschungsgebiet Fotografie und Interdisziplinäre Bildkonzepte bei Gerhard Vormwald.
Seit 2015 ist sie Mitglied am institut bild.medien der Fakultät Design der Hochschule Düsseldorf und wurde in dessen Geschäftsführung berufen. Kathrin Tillmanns promovierte 2016 am Institut Medien- und Kulturwissenschaften an der Heinrich-Heine-Universität Düsseldorf mit einer Arbeit zur Medienästhetik des Schattens als Neubestimmung des Mensch-Technik-Verhältnisses im Digitalen Zeitalter.
Kathrin Tillmanns stellt seit 2003 regelmäßig als Künstlerin aus und lehrt als Dozentin am Fachbereich Design im Bereich Transdisziplinäre Bildkonzepte und Digitale Illustration.

## Forschung

### Medienästhetik des Schattens
Das Forschungsprojekt untersucht den Schatten in bestimmten Formen seiner ästhetischen Erscheinung, wie die Besonderheiten seiner relationalen Bedingungen und die seines relationalen Gefüges. Grundlage der Untersuchung bildet die artifizielle Präsenz des Schattens in ausgewählten Artefakten der visuellen und performativen Künste des 20. und 21. Jahrhunderts. Der Fokus richtet sich auf künstlerische Formen des Ausdrucks innerhalb der Bereiche Fotografie, Video, Tanz und Relational Architecture.

### Das Zusammenwirken von Fotografie und Text
2015/16 forschten Studenten an der Fakultät Design der Hochschule Düsseldorf unter der Leitung von Irmgard Sonnen und Kathrin Tillmanns mit einer umfassenden Recherche und Neugestaltung zu Ideen. Das Buch Le Grand von Heinrich Heine. Die Phänomene Stillstand und Bewegung, der schnelle Wechsel von Stil- und Sprachebenen, das Überschreiten von Gattungsgrenzen, das Prinzip der Collage, der Gegensatzpaare wurden durch entsprechende Gestaltungselemente für Typografie, Layout und Bildsprache untersucht. Das Lehr- und Forschungsprojekt wurde 2016/17 im Heinrich-Heine-Institut ausgestellt. Zwei weitere Ausstellungsstationen folgten in der Hochschule Düsseldorf und in der Doshisha-Universität in Kyoto.

### Poetryfilm
Seit 2016 lehrt und forscht Kathrin Tillmanns im Bereich Poetryfilm, ein Forschungsschwerpunkt, den sie gemeinsam mit  Reiner Nachtwey am institut bild.medien aufgebaut hat.

## Veröffentlichungen (Auswahl)
- Video Online-Archiv – erschließen / präsentieren / kommunizieren. Erschließung und Indexierung von Bewegtbilddaten der Stiftung imai Hg. Stefan Asmus, Reiner Nachtwey, Kathrin Tillmanns, Düsseldorf 2020, ISBN 978-3-941334-29-8
- erschließen / präsentieren / kommunizieren: Videokunst der Stiftung imai im Netz Kathrin Tillmanns | Lara Perski in EVA BERLIN 2019 Elektronische Medien & Kunst, Kultur und Historie 26. Berliner Veranstaltung der internationalen EVA-Serie Electronic Media and Visual Arts Eine Kooperation zwischen den Staatlichen Museen zu Berlin – Preußischer Kulturbesitz und dem Deutschen Zentrum für Luft- und Raumfahrt e.V., ISBN 978-3-88609-835-4.
- Text und Fotografie in kotonoah – Hg. Mariko Tagaki, Doshisha Womens University Kyoto, Japan 2019
- Medienästhetik des Schattens – Zur Neubestimmung des Mensch-Technik-Verhältnisses im digitalen Zeitalter. Transcript, Bielefeld 2017, ISBN 978-3-8376-3926-1.
- Das Zusammenwirken von Text und Fotografie in Sprache als Ereignis. Ein allegorischer Liebesbrief. in Sprache als Ereignis: Ein allegorischer Liebesbrief. Eine Ausstellung zu "Ideen. Das Buch Le Grand" von Heinrich Heine. Hrsg. Irmgard Sonnen, Düsseldorf 2016, ISBN 3-00-053558-6
- Vormwald und Schüler 1999–2013, Gerhard Vormwald, Verlag Kettler 2014, ISBN 978-3-86206-322-2
- Blinder Seher in Dieter Fuder: Der Funke der Semantik. Designtheorie als Erkenntnismethodik.[13] Hrsg. Irmgard Sonnen / Fachhochschule Düsseldorf, Fachbereich Design, Bramsche 2013. ISBN 3-89946-199-1
- SCHATTEN Bilder und Filmstills Lehr- und Forschungsprojekt Prof. Gerhard Vormwald + Dipl.-Des. Kathrin Tillmanns, 2010–2011 Beitrag in ALUF 1, Aus Lehre und Forschung Hochschule Düsseldorf 2010
- In Plural Hrsg. Prof. Gerhard Vormwald / Rektor der Hochschule Düsseldorf, FB Design Düsseldorf 2007, ISBN 3-923669-85-2.

## Links
- institut bild.medien
- kathrin tillmanns
- Hochschule Düsseldorf